# Mathilde de Blois
Mathilde de Blois (née vers 1095, † le 25 novembre 1120) est comtesse de Chester. Elle est la fille d'Étienne II de Blois, comte de Blois, Châteaudun, Chartres et Meaux, et d'Adèle d'Angleterre, fille de Guillaume le Conquérant, duc de Normandie et roi d'Angleterre, et de Mathilde de Flandre.

## Biographie

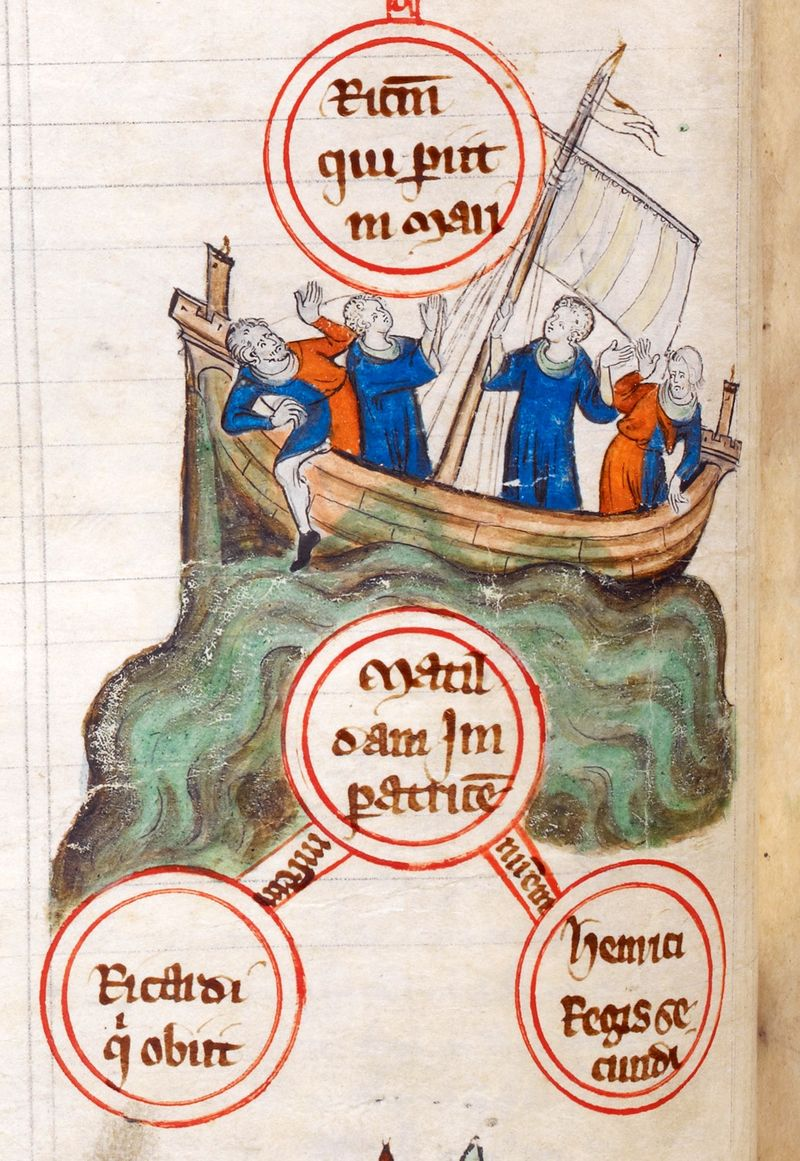
Le naufrage de la Blanche-Nef.

Mathilde et son mari Richard embarquent avec Guillaume Adelin, seul fils légitime du roi d'Angleterre Henri Ier, et une grande partie de la jeunesse noble anglo-normande, à bord de la Blanche-Nef à Barfleur.
Mais lorsque le navire heurte un rocher, Mathilde et son mari meurent avec la grande majorité des passagers.

## Mariage et enfants
En 1115, elle épouse Richard d'Avranches, comte de Chester, fils d'Hugues d'Avranches, vicomte d'Avranches et Ier comte de Chester, et d'Ermentrude de Clermont. Toutefois, ils n'ont pas de postérité et meurent tous deux le 25 novembre 1120 au large de Barfleur dans le naufrage de la Blanche-Nef.

## Sources
- Marie Henry d'Arbois de Jubainville, Histoire des Ducs et Comtes de Champagne, 1865.